# Viktor Ivanovich Belenko
Viktor Ivanovich Belenko (tiếng Nga: Виктор Иванович Беленко) (15 tháng 2 năm 1947 – 24 tháng 9 năm 2023) là một kỹ sư hàng không và giảng viên người Nga. Belenko từng phục vụ trong Không quân Liên Xô thuộc Trung đoàn Máy bay chiến đấu số 513, Không quân Tập đoàn quân số 11, Các lực lượng Phòng không Liên Xô đóng tại Chuguyevka, Primorsky Krai. Tên tuổi Belenko được thế giới biết đến khi ông đào tẩu sang đến phương Tây ngày 6 tháng 9 năm 1976 bằng máy bay tiêm kích đánh chặn Mikoyan-Gurevich MiG-25 "Foxbat" đáp xuống Hakodate, Nhật Bản, tạo cho chuyên gia phương Tây cơ hội nghiên cứu trực tiếp chiếc máy bay này, khám phá nhiều bí mật bất ngờ. Belenko cũng trao cho Hoa Kỳ cuốn sách hướng dẫn sử dụng cho phi công MiG-25 "Foxbat" giúp họ thử nghiệm mọi đặc tiết.
Belenko được cấp quy chế tỵ nạn bởi Tổng thống Hoa Kỳ khi ấy là Gerald Ford, và một quỹ đã được lập ra cho riêng ông giúp Belenko có một cuộc sống thoải mái ở phương Tây. Hoa Kỳ đã thẩm vấn ông nhiều lần và dùng ông như một chuyên gia tư vấn trong nhiều năm sau.
Chiếc MiG-25 được gỡ ra, phân tích kỹ lưỡng rồi sau đó trao trả lại cho phía Liên Xô, các bộ phận đóng trong 30 thùng. Belenko không phải là phi công duy nhất đã thoát khỏi Liên Xô hay Khối Đông Âu bằng cách này. Tháng 3 và tháng 5 năm 1953, hai phi công Ba Lan đã lái hai chiến đấu cơ MiG-15 sang Đan Mạch. Cũng năm đó phi công Bắc Triều Tiên No Kum Sok lái chiếc MiG-15 bay sang Hàn Quốc và đáp xuống căn cứ Không quân Mỹ; chiếc MiG-15 này hiện được trưng bày tại Bảo tàng Quốc gia của Không quân Mỹ gần Dayton, Ohio. Năm 1985 và 1987, một số máy bay trực thăng của quân nhân Liên Xô trong các chiến dịch tại Afghanistan cũng đã đào tẩu sang Pakistan. Ngày 20 tháng 5 năm 1989 Đại uý Alexander Zuyev đã lái 1 chiếc tiêm kích thế hệ 4 Mikoyan MiG-29 tới Trabzon, Thổ Nhĩ Kỳ.
Năm 1980, Nghị viện Hoa Kỳ thông qua S. 2961 cấp quyền công dân cho Belenko và được Tổng thống Jimmy Carter ký thành luật ngày 14 tháng 10 năm 1980, như Luật Cá nhân 96-62.
Viktor Belenko qua đời trong viện dưỡng lão ở một thị trấn nhỏ ở Nam Illinois vào ngày 24 tháng 9 năm 2023. Tuy nhiên, các nhà báo chỉ biết về cái chết của ông vào cuối tháng 11. Con trai của cựu phi công, Paul Schmidt, nói với tờ báo rằng cha anh qua đời sau một cơn bạo bệnh ngắn. Tuy nhiên sau đó không có ngày lễ tưởng niệm của ông.